# Fermí Vélez Bisbe
Fermí Vélez Bisbe   (Barcelona, 3 d'abril de 1959 - Barcelona, 31 de març de 2003) va ser un pilot d'automobilisme català. Va començar a competir de ben jove i la seva carrera es desenvolupà, sobretot, als Estats Units d'Amèrica. Va morir de càncer als 43 anys.

## Escuderies
- Escuderia Montjuïc
- Fitzpatrick Racing
- Spice Racing
- Chamberlain Engineering
- Scandia

## Competicions
- F3
- F3000
- C1
- C2
- IMSA lights
- IMSA
- IRL

## Palmarès
Dins del seu palmarès apareixen dues victòries a les 12 Hores de Sebring, dos campionats del Món de Resistència Categoria C2, un campionat de la IMSA, una victòria a les 24 hores de Le Mans dins al categoria C2 i una altra dins la categoria de Prototips.
- 1975. Campió de Catalunya de Kàrting
- 1976. Campió d'Espanya de Karts.[3]
- 1977. Participació en la Fórmula Seat 1430 finalitzant en quarta posició.
- 1978. Seleccionat per a formar part de l'equip espanyol de Fórmula 3.
- 1982. Campió d'Espanya de Muntanya dins al categoria del Grup B. Primera posició en la pujada a Urkiola en el seu debut conduint un Lola-BMW.
- 1984. Tercera posició absoluta en el campionat d'Espanya de Muntanya conduint un Lola-BMW. Victòria a la pujada a Sant Feliu de Codines.[4]
- 1985. Campió d'Espanya i de Catalunya de muntanya amb un Lola-BMW.
- 1986. Participa en el Campionat del Món de Resistència dins la categoria C2 al volant d'un Porsche 962C propietat de John Fitzpatrick. El seu company d'equip va ser Emilio de Villota. Van tenir el suport de Porsche-España. Participació i finalització en quarta posició a les 24 hores de Le Mans.
- 1987. Campió del Món de Resistència dins al categoria C2 dins l'equip oficial Spice-Cosworth. Primera posició a les 24 hores de Le Mans dins al categoria C2. Dins la classificació absoluta va finalitzar en sisena posició.
- 1988. Competeix a la categoria F3000 de monoplaces al volant d'un Lola T88. Un cotxe poc competitiu li impedeix tenir bons resultats i no finalitza la temporada.
- 1989. Retorn i victòria al Campionat del Món dins la categoria C2 amb l'equip Chamberlain Engineering.
- 1990. Salt a la categoria C1 finalitzant en quinzena posició absoluta i aconseguint, com a millors resultats, una tercera i una quarta posició. Fa el salt a la competició als Estats Units d'Amèrica, al campionat IMSA Camel Lights. Aconsegueix tres victòries.
- 1992. Tercera posició al campionat IMSA Camel Lights amb l'equip Kuzdu-Buick. Aconsegueix dues victòries.
- 1994. Participa en el Campionat IMSA WSC dins l'equip "Team Scandia". Pilota per primera vegada el Ferrari 333SP obtenint una victòria (Laguna Seca) i una segona posició.
- 1995. Primera posició i, per tant, campió, del IMSA WSC amb l'equip "Team Scandia" i el Ferrari 333SP. Primera posició a les 12 hores de Sebring.
- 1996. Abandona el campionat IMSA i participa en les Indy Racing League (IRL). Participa per primera vegada a les 500 milles d'Indianapolis al volant d'un Lola Ford-Cosworth del Team Scandia i a les 24 hores de Le Mans.
- 1997. Participació i victòria a les 24 hores de Le Mans al volant d'un Ferrari 333SP de l'equip "Team Doyle-Risi-Racing". Els altres dos pilots de l'equip, i amb els quals va compartir cotxe, van ser Wayne Taylor i Eric Van de Poele. Segona participació a les 500 milles d'Indianapolis pilotant un Dallara-Oldsmobile del Team Scandia, on aconsegueix la 10a posició.
- 2000. Retorn a la competició a Europa. Participa, i venç, al Campionat Espanyol de Resistència-GT, dins la categoria GTB al volant d'un Ferrari 360 Modena.

### Victòries internacionals
- 2 Campionats del Món de Resistencia C2 (Sport-Prototips)
- Campió IMSA
- 24 hores de Le Mans C2
- 24 hores de Le Mans Prototips
- 2 vegades vencedor a les 12 hores de Sebring